# Västra Vattensjön, Jämtland
Västra Vattensjön är en sjö i Åre kommun i Jämtland och ingår i Indalsälvens huvudavrinningsområde. Sjön har en area på 0,773 kvadratkilometer och ligger 639 meter över havet. Västra Vattensjön ligger i Vålådalen Natura 2000-område. Sjön avvattnas av vattendraget Fangan.

## Delavrinningsområde
Västra Vattensjön ingår i det delavrinningsområde (700305-136734) som SMHI kallar för Utloppet av Västra Vattensjön. Medelhöjden är 832 meter över havet och ytan är 10,28 kvadratkilometer. Räknas de 23 avrinningsområdena uppströms in blir den ackumulerade arean 117,95 kvadratkilometer. Fangan som avvattnar avrinningsområdet har biflödesordning 3, vilket innebär att vattnet flödar genom totalt 3 vattendrag innan det når havet efter 322 kilometer. Avrinningsområdet består mestadels av skog (48 procent) och kalfjäll (39 procent). Avrinningsområdet har 0,78 kvadratkilometer vattenytor vilket ger det en sjöprocent på 7,6 procent.